# Georg Ludescher
Georg Ludescher (* 13. Oktober 1931 in Röthis) ist ein österreichischer Politiker (ÖVP). Ludescher war von 1982 bis 1992 vom Vorarlberger Landtag entsandtes Mitglied des österreichischen Bundesrats und dabei im ersten Halbjahr 1982 dessen Vorsitzender und im zweiten Halbjahr 1990 Präsident des Bundesrates.

## Leben und Wirken
Georg Ludescher wurde am 13. Oktober 1931 in der Rheintalgemeinde Röthis in Vorarlberg geboren. Nach dem Abschluss der Pflichtschulen besuchte er in den Jahren 1946–1949 die gewerbliche Berufsschule in Bregenz mit der Fachrichtung Elektrotechnik. Im Jahr 1953 legte er die Konzessionsprüfung für das Elektroinstallationsgewerbe ab, 1955 eröffnete er als selbständiger Unternehmer ein Elektroinstallationsunternehmen in Röthis. Ab 1967 gehörte Ludescher der Gesellenprüfungskommission für Elektrotechnik an, von 1970 bis 1980 war er in weiterer Folge deren Vorsitzender. Seine fachliche Qualifikation stellte Ludescher in den Jahren 1973 bis 1980 auch als gerichtlich beeideter Sachverständiger zur Verfügung. Von 1975 bis 1981 war Georg Ludescher Innungsmeister der Elektro-, Radio- und Fernsehtechniker in Vorarlberg und Mitglied des Bundesinnungsausschusses. 1978 legte Ludescher im zweiten Bildungsweg die Matura an der HTL Bregenz ab. 1982 wurde er einerseits Vizepräsident der Wirtschaftskammer Vorarlberg und andererseits Obmann des Wirtschaftsbunds in Vorarlberg.
Am 1. Jänner 1982 entsandte der Vorarlberger Landtag Georg Ludescher erstmals als Mitglied des Bundesrats nach Wien. Im Jahr 1986 übernahm er im ersten Halbjahr den Vorsitz im Bundesrat, ebenso im zweiten Halbjahr des Jahres 1990. Am 14. September 1992 legte Ludescher sein Amt als Bundesrat nieder. Georg Ludescher trägt den ehrenhalber verliehenen Berufstitel Kommerzialrat.